# Wenzel Manlik
Mons. Wenzel Manlik (9. září 1861, Otročín – 2. března 1921, Praha) byl český římskokatolický kněz německého původu a kanovník Metropolitní kapituly u sv. Víta v Praze.

## Život
Narodil se 9. září 1861 v Otročíně, dnes část města Stříbro.
Po studiu teologie byl v Praze dne 5. července 1885 vysvěcen na kněze. Začal působit jako kaplan farnosti Holostřevy a poté jako katecheta občanské školy ve Slavkově. Od roku 1889 byl administrátorem děkanství Slavkov a poté se roku 1890 stal jeho děkanem.
Dne 23. ledna 1899 byl zvolen kanovníkem metropolitní kapituly pro cathedra germanica a ve stejný rok byl 9. dubna instalován.
V roce 1900 se stal radou arcibiskupské konzistoře. O dva roky později začal působit jako rada církevního soudu pro otázky manželství a od roku 1913 byl jeho předsedou. Mezitím zastával funkci prosynodalního examinatora (1903) a arcikněze chebského arcipresbyterátu (1909).
Roku 1905 získal čestný kříž Pro Ecclesia et Pontifice a roku 1908 mu papež Pius X. udělil titul preláta Jeho Svatosti a roku 1913 titul apoštolského protonotáře.
Zemřel 2. března 1921 v Praze na mrtvici[nepřesný odkaz] a pohřben byl na hřbitově ve Svojšíně.

## Dílo
- Anleitung zur Matrikenfürung nach den kirchlichen Forschriften und in Oesterreich geltenden staatlichen Normen zusammengestellt non Wenzel Manlik, Domkapitular bei St. Veit in Prag." Prag 1905.